# Protolestes furcatus
Protolestes furcatus är en trollsländeart som beskrevs av Aguesse 1967. Protolestes furcatus ingår i släktet Protolestes och familjen Megapodagrionidae. IUCN kategoriserar arten globalt som otillräckligt studerad. Inga underarter finns listade i Catalogue of Life.